# Crossing Guard
Pour plus de détails, voir Fiche technique et Distribution.
Crossing Guard (The Crossing Guard) est un film américain réalisé par Sean Penn, sorti en 1995.

## Synopsis
Freddy Gale a perdu sa fille Emily, tuée par un chauffard ivre, John Booth. Six ans plus tard, ce dernier sort de prison. Freddy Gale décide de se venger.

## Fiche technique
- Titre : Crossing Guard
- Titre québécois : L'obsession
- Titre original : The Crossing Guard
- Réalisation : Sean Penn, assisté de Brian W. Cook
- Scénario : Sean Penn
- Musique : Jack Nitzsche
- Photographie : Vilmos Zsigmond
- Montage : Jay Cassidy
- Production : David Hamburger & Sean Penn
- Société de production et de distribution : Miramax
- Pays de production :  États-Unis
- Langue : Anglais
- Format : Couleur - Dolby Digital - 35 mm - 1.85:1
- Genre : Drame
- Durée : 111 min
- Budget : 9 000 000 $
- Dates de sortie :
  - Canada : 10 septembre 1995 (Toronto International Film Festival)
  - France et États-Unis : 15 novembre 1995
  - Belgique : 24 novembre 1995[1]

## Distribution
- Jack Nicholson (VF : Jean-Pierre Moulin) : Freddy Gale
- David Morse (VF : Bruno Wolkowitch) : John Booth
- Anjelica Huston (VF : Pauline Larrieu) : Mary
- Robin Wright (VF : Odile Cohen) : Jojo
- Piper Laurie (VF : Marion Game) : Helen Booth
- Richard Bradford : Stuart Booth
- Priscilla Barnes : Verna
- Robbie Robertson (VF : Bernard Alane) : Roger
- Ryo Ishibashi : Jefferey
- David Baerwald : Peter
- Richard C. Sarafian (VF : Michel Fortin) : Sunny Ventura
- Bobby Cooper (VF : Richard Leblond) : Coop
- Jeff Morris (VF : Philippe Catoire) : Silas
- Kari Wuhrer : Mia
- John Savage (VF : Gabriel Le Doze) : Bobby
- Joe Viterelli (VF : Gérard Boucaron) : Joe

Source et légende : Version française (VF) sur RS Doublage

## Autour du film
- Selon le musicien Eric Clapton, Sean Penn se serait inspiré pour écrire le film de la mort de son fils Connor Clapton, décédé en 1991 à l'âge de 4 ans[3].
- Ce film est la 2e réalisation de Sean Penn après The Indian Runner en 1991. Il retrouve d'ailleurs pour l'occasion David Morse, qui interprète ici John Booth.
- Le film s'achève par la dédicace suivante : « My friend, Charles Bukowski. I miss you, S.P. », Sean Penn étant un ami de l'écrivain et poète mort en 1994.
- Les parents de Sean Penn, Leo Penn et Eileen Ryan, font une apparition dans le film.
- Robin Wright deviendra l'année suivante la femme de Sean Penn.
- Jack Nicholson et Anjelica Huston ont vécu pendant quinze ans ensemble avant le tournage du film.